# Улетающая девочка
«Улета́ющая де́вочка» (англ. Flying Balloon Girl) ― трафаретное граффити, созданное в 2005 году художником Бэнкси. Расположено на Западном берегу реки Иордан на Израильском разделительном барьере возле контрольно-пропускного пункта Каландия. Граффити изображает девочку, летящую на связке из семи воздушных шаров.
Писательница Анна Болл назвала данную работу Бэнкси «проявлением транснациональной эмпатии». Считается, что граффити отсылает к поддержке художником права палестинцев на свободу передвижения и выбора места жительства и, возможно, к палестинскому праву на возвращение ― к этой теме Бэнкси не раз обращался в своих произведениях.
Граффити получило в основном положительные отзывы ― оно было названо «пронзительно простым: благодаря магическому реализму и представлениям о детской невинности маленькая девочка воплощает мечтательную, сверхъестественную надежду, когда воздушные шары поднимают её из сурового окружения». Джон Леннон, ассоциированный профессор английского языка в Южно-Флоридском университете, так охарактеризовал работу:
Однако, если рассматривать только само изображение, то, конечно, не существует никакой связи между этой девочкой и правом палестинцев на возвращение. Вместо этого, «Улетающая девочка» олицетворяет всеобщее желание волшебным образом избежать жизненных трудностей. Спустя десятилетие после того, как Бэнкси разместил трафарет на Разделительном барьере, его изображение стало не заявлением о правах палестинцев, а привычным изображением бренда Бэнкси… Интерпретация образа улетающей на воздушных шариках девочки как универсального символа надежды ставит её в ранг вдохновляющих произведений; люди получают эстетическое удовольствие от изображения, и историческая аура работы значительно ослабляется.